# Марція Фурнілла

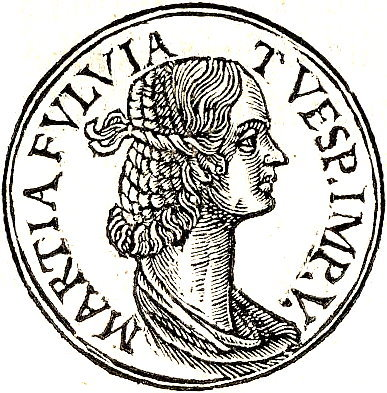

Марція Фурнілла (45/47 — після 65) — дружина римського імператора Тіта Флавія Веспасіана.

## Життєпис
Походила з патриціанського роду Марціїв. Донька Квінта Марція Барея Сура та Антонії Фурнілли. Народилася у Римі. Замолоду стала дружиною Тіта Флавія, тоді ще військового трибуна, у 63 році. Вже 17 вересня 64 року Марція народила доньку. Втім вже у 65 році Тіт розірвав шлюб з Фурніллою у зв'язку з тим, що батько його дружини — Квінт Марцій — взяв участь у змові Пізона проти імператора Нерона. Подальша доля Марції Фурнілли не відома.

## Родина
Чоловік — Тіт Флавій Веспасіан, імператор у 79—81 роках.
Діти:
- Юлія Флавія